# Teorema de Maxwell-Betti
O teorema de Maxwell-Betti, também conhecido como teorema de Betti ou teorema da reciprocidade de Betti, demonstra que, em uma estrutura que exibe comportamento elástico linear, se se considerar dois sistemas de forças, {\displaystyle f_{Fi}} e {\displaystyle f_{Gi}}, que provocam dois campos de deslocamentos, {\displaystyle d_{Fi}} e {\displaystyle d_{Gi}}, então o produto das forças do sistema {\displaystyle F} com o deslocamento no ponto de aplicação da força obtido no sistema {\displaystyle G} é igual ao produto das forças do sistema {\displaystyle G} com o deslocamento no ponto de aplicação da força obtido no sistema {\displaystyle F}. Ou seja:
{\displaystyle \sum _{i}f_{Fi}d_{Gi}=\sum _{i}f_{Gi}d_{Fi}}

## Demonstração
Considere-se um corpo sólido sujeito a um par de sistemas de forças exteriores, referidos como {\displaystyle F_{i}^{P}} e {\displaystyle F_{i}^{Q}}.
Considere-se que cada sistema de forças provoca um campo de deslocamentos, com os deslocamentos observados no ponto da aplicação das forças exteriores referidos por {\displaystyle d_{i}^{P}} and {\displaystyle d_{i}^{Q}}.
Quando o sistema de forças exteriores {\displaystyle F_{i}^{P}} é aplicado isoladamente ao corpo sólido, o balanço entre o trabalho das forças exteriores e a energia de deformação do corpo é:
{\displaystyle {\frac {1}{2}}\sum _{i=1}^{n}F_{i}^{P}d_{i}^{P}={\frac {1}{2}}\int _{\Omega }\sigma _{ij}^{P}\epsilon _{ij}^{P}\,d\Omega }
O balanço entre trabalho das forças exteriores e a energia de deformação associado à aplicação do sistema de forças {\displaystyle F_{i}^{Q}} isoladamente é:
{\displaystyle {\frac {1}{2}}\sum _{i=1}^{n}F_{i}^{Q}d_{i}^{Q}={\frac {1}{2}}\int _{\Omega }\sigma _{ij}^{Q}\epsilon _{ij}^{Q}\,d\Omega }
Agora, considerando que o sistema de forças {\displaystyle F_{i}^{Q}} é aplicado ao corpo quando o sistema de forças {\displaystyle F_{i}^{P}} já se encontra aplicado. Como o sistema de forças {\displaystyle F_{i}^{P}} já se encontra aplicado e por isso não gerará mais deslocamentos então o balanço entre o trabalho das forças exteriores e a energia de deformação é descrito através da seguinte expressão:
{\displaystyle {\frac {1}{2}}\sum _{i=1}^{n}F_{i}^{Q}d_{i}^{Q}+\sum _{i=1}^{n}F_{i}^{P}d_{i}^{Q}={\frac {1}{2}}\int _{\Omega }\sigma _{ij}^{Q}\epsilon _{ij}^{Q}\,d\Omega +\int _{\Omega }\sigma _{ij}^{P}\epsilon _{ij}^{Q}\,d\Omega }
E vice-versa:
{\displaystyle {\frac {1}{2}}\sum _{i=1}^{n}F_{i}^{P}d_{i}^{P}+\sum _{i=1}^{n}F_{i}^{Q}d_{i}^{P}={\frac {1}{2}}\int _{\Omega }\sigma _{ij}^{P}\epsilon _{ij}^{P}\,d\Omega +\int _{\Omega }\sigma _{ij}^{Q}\epsilon _{ij}^{P}\,d\Omega }
Se a equação do balanço de energia dos casos em que os sistemas de força são aplicados isoladamente for subtraída da respectiva equação do balanço de energia dos casos em que ambos os sistemas de força são aplicados, então obtemos as seguintes expressões:
{\displaystyle \sum _{i=1}^{n}F_{i}^{P}d_{i}^{Q}=\int _{\Omega }\sigma _{ij}^{P}\epsilon _{ij}^{Q}\,d\Omega }
{\displaystyle \sum _{i=1}^{n}F_{i}^{Q}d_{i}^{P}=\int _{\Omega }\sigma _{ij}^{Q}\epsilon _{ij}^{P}\,d\Omega }
Se o corpo sólido em que os sistemas de forças exteriores são aplicados for composto por um material elástico linear e se os sistemas de forças exteriores apenas provocarem deformações pequenas no corpo então a equação constitutiva do material, que seguirá a lei de Hooke, pode ser expressa da seguinte forma:
{\displaystyle \sigma _{ij}=D_{ijkl}\epsilon _{kl}}
Substituindo este resultado no conjunto anterior de equações leva-nos ao seguinte resultado:
{\displaystyle \sum _{i=1}^{n}F_{i}^{P}d_{i}^{Q}=\int _{\Omega }D_{ijkl}\epsilon _{ij}^{P}\epsilon _{kl}^{Q}\,d\Omega }
{\displaystyle \sum _{i=1}^{n}F_{i}^{Q}d_{i}^{P}=\int _{\Omega }D_{ijkl}\epsilon _{ij}^{Q}\epsilon _{kl}^{P}\,d\Omega }
Se ambas as equações forem subtraídas então chegamos finalmente à expressão do teorema de Maxwell-Betti.
{\displaystyle \sum _{i=1}^{n}F_{i}^{P}d_{i}^{Q}=\sum _{i=1}^{n}F_{i}^{Q}d_{i}^{P}}